# جائزة نيرجا بانوت
جائزة نيرجا بانوت هي جائزة تقديرية تُمنح مرة واحدة في السنة من قبل نيرجا بانوت- خطوط بان أمريكان العالمية لامرأة هندية تتعرض للظلم الاجتماعي، والتي تواجه الوضع بمثابرة وتصميم، وتقدم المساعدة للنساء الأخريات اللائي يعانين من ضائقة مماثلة. أُنشئت جائزة نيرجا بانوت السنوية في عام 1990 وتم تسميتها بهذا الاسم، نيرجا بانوت، التي أنقذت مئات الأرواح من خلال التضحية بنفسها، خلال عملية اختطاف طائرة بان أمريكان الرحلة 73 في مطار كراتشي بباكستان، في سبتمبر 1986. تتكون الجائزة من مبلغ نقدي بقيمة 1.5 روبية، واستشهاد وكأس.

## الفائزات بالجائزة
- 2001 - ياسودا اكامبارام [3]
- 2003 - شيفاني غوبتا[4]
- 2004 - مانغالا باتيل[5]
- 2008 - تشاندا اساني[6]
- 2012 - آشا مانواني[7]
- 2014 - رشمي أناند[8]
- 2015 - سوباشيني فاسانز[8]
- 2016 - سندهوتاي سابكال
- 2017 - د. ساروجيني أغراوال